# Я исповедуюсь
«Я исповедуюсь» (др. название — «Я признаюсь», англ. I Confess) — кинофильм Альфреда Хичкока, снятый в 1953 году по пьесе «Два наших сознания» Поля Антельма .

## Сюжет
Квебек. В церкви, где служит отец Логан (Монтгомери Клифт), работает эмигрант из Германии Отто Келлер (Отто Хассе). Однажды поздно вечером Келлер является в церковь в сильном возбуждении и просит исповедовать его. На исповеди он сообщает, что, переодевшись священником, убил известного адвоката Вилетта (Овила Легаре) и ограбил его. Подозрение полиции падает на отца Логана, однако он, связанный тайной исповеди, не может открыть тайну.

## В ролях
- Монтгомери Клифт — отец Майкл Уильям Логан
- Энн Бакстер — Рут Гранфор
- Карл Молден — инспектор Ларю
- Брайан Ахерн — Уилли Робертсон
- Роджер Данн — Пьер Гранфор
- Долли Хаас — Альма Келлер
- Чарльз Андре — отец Милларс
- Отто Хассе — Отто Келлер
- Джадсон Пратт — детектив Мёрфи
- Овила Легаре — Вилетт
- Жиль Пеллетье — отец Бенуа
- Камео Альфреда Хичкока — прохожий, пересекающий лестницу поперек на фоне неба, в самом начале фильма.

## Критика и признание
Фильм вызвал неоднозначную критику и плохие зрительские сборы, что можно объяснить тем, что концепция картины значительно ухудшилась, если сравнить первый вариант сценария с завершенным фильмом (в первом сценарии фильма «Я исповедуюсь» дело доходило до казни патера Логана, признанного виновным в убийстве), а сам режиссёр признавался, что фильм неудачный и даже, что его не следовало ставить: «явно ощущался дефицит юмора и нюансировки». По поводу этого фильма Франсуа Трюффо говорил в интервью, что «…замысел фильма „Я исповедуюсь“ пострадал, и Хичкоку пришлось снять финал в жанре полицейской ленты, что действительно слабее фильма в целом». Жан-Люк Годар отмечал в интервью: «…Мне, скажем, понадобилось много времени, чтобы понять и оценить Хичкока. Мне помог в этом один из его самых некоммерческих фильмов „Я исповедуюсь“. И мне казалось, что такое сочетание квазидокументальности и религиозной наполненности доступно, кроме Хичкока, только Николасу Рею».

## Награды и номинации

### Номинации
- 1953 — Каннский кинофестиваль
  - Гран-при — Альфред Хичкок